# 10087 Dechesne
10087 Dechesne este o planetă minoră (asteroid), cu un diametru de 4,195 km, din centura de asteroizi. A fost descoperită pe 18 septembrie 1990 la Observatorul Palomar de Henry E. Holt. 
Obiectul prezintă o orbită caracterizată de o semiaxă mare de 2,2879182 UAi, o excentricitate de 0,19, o înclinație de 4,04752 ° în raport cu ecliptica.